# István Kiss
István Kiss (Budapest, 25 luglio 1958) è un allenatore di pallanuoto ed ex pallanuotista ungherese, vincitore di una medaglia di bronzo alle olimpiadi di Mosca 1980.

## Carriera
Ha giocato per quattordici anni con l'Ujpest, dal 1972 al 1986, per poi trasferirsi in Italia. Dopo il ritiro ha iniziato la carriera di allenatore in Ungheria. Nel 2024 ha allenato l'Onda Forte, squadra di Roma.

## Palmarès

### Club
- Campionato ungherese: 1

Ujpest: 1986
- Coppa d'Ungheria: 1

Ujpest: 1975

### Nazionale
- Olimpiadi

Mosca 1980: 
- Mondiali

Guayaquil 1982: 
- Europei

Spalato 1981: 
Roma 1983: 